# Villanueva del Conde
Villanueva del Conde és un municipi de la província de Salamanca a la comunitat autònoma de Castella i Lleó. Està ubicat al sud de la província a uns 15 km de la frontera amb Caceres i de la zona de las Hurdes. L'entorn natural és molt ric i està compost per una zona muntanyosa que rodeja el pic de la Peña de Francia d'uns 1780 m d'altitud. Està dins del Parc de las Quilamas (pendent de ser nomenat Parc Natural) que podria ampliar en un futur proper l'actual Parc Natural de las Batuecas que engloba la Peña de Francia i enllaça amb Caceres per l'anomenat port del Portillo.
Villanueva del conde té una construcció urbana molt característica i que genera un quadrat complet d'edificis que tanca una zona interna d'horts (Huertitas). L'origen de la construcció és purament defensiva i es desenvolupà seguint el camí de Miranda del Castañar que es bifurcava en Villanueva del Conde del camí que venia de Salamanca. Actualment les noves construccions respecten aquesta construcció murallada (anomenada vindicación), a la qual si pot accedir per mitjà de quatre entrades (antigues quatre portes) una per cada costat del quadrat. Internament, les entrades es comuniquen per mitjà de camins hortals anomenats callejuelas.
Les estructures dels edificis són molt homogènies tenint una planta baixa de quadra (ara garatge), amb una primera planta d'habitatge i una segona per usos agrícoles (assecador de productes hortícoles). Les façanes es caracteritzen per l'entramat de fusta i pedra que s'anomena tramonado on pedres cobreixen els forats que un conjunt de llistons de fusta travessats deixen sobre la façana. Balconades internes de fusta són molt comunes i s'anomenen corredores. La fusta més utilitzada és la de castanyer mentre que la pedra és majoritàriament de granit, molt comuna a la zona.
L'entorn de Villanueva del Conde és molt ric en flora i fauna. És zona d'influència del llop ibèric, però la manca d'una població estable està permanent una afluència major de porcs senglars. També hi ha cérvols, guineus i una gran varietat d'ocells. Amb relació a la flora, destaquen frondosos boscos de roure, castanyer i pi pinyoner. El sotabosc es compon de jara i falgueres. Existeix una gran quantitat de camins de ruta que permeten realitzar tot un seguit d'excursions molt assequibles tot contemplant un paisatge ple de contrasts.
Villanueva del Conde es troba enmig de la Sierra de Francia on hi ha un conjunt de pobles amb molta història i amb unes tradicions molt peculiars i arrelades. Conserven gran part d'aquesta essència antiga que els ha diferenciat tant dels pobles veïns a causa dels llargs anys d'aïllament que han sofert. La comunicació no era, antigament, molt fàcil i certs productes de primera necessitat (peix) costava d'arribar. El problema, però, no va ser tan important com a la veïna Hurdes on el Bofio era una infermetat molt estesa. Alguns pobles importants de l'entorn són Miranda del Castañar, Mogarraz, la Alberca, Sequeros, Garcibuey, Monforte, el Cabaco, Navarredonda, la Rinconada, San Martín del Castañar, San Miguel del Robledo, la Nava de Francia, el Sotoserrano, el Maíllo o la Herguijuela.

## Demografia
| 1991 | 1996 | 2001 | 2004 |
| ---- | ---- | ---- | ---- |
| 313  | 264  | 248  | 234  |